# Hans Pohl (Historiker)
Hans Hermann Pohl (* 27. März 1935 in Bärdorf bei Münsterberg in Schlesien; † 10. Dezember 2019 in Köln) war ein deutscher Wirtschaftshistoriker und Hochschullehrer. Er gilt als einer der bedeutendsten deutschen Vertreter des Faches Wirtschafts-, Sozial- und Unternehmensgeschichte.

## Leben
Hans Hermann Pohl, Sohn des Gutsbesitzers Hermann Pohl und dessen Ehefrau Magdalena Pohl, geborene Thieler, besuchte ein Realgymnasium und studierte anschließend Geschichte, Altphilologie sowie Rechts- und Wirtschaftswissenschaften an Universitäten von Köln und Madrid. Er wurde 1961 an der Universität zu Köln mit der Dissertation Die Beziehungen Hamburgs zu Spanien und dem spanischen Amerika in der Zeit von 1740 bis 1806 zum Dr. phil. promoviert. 1968 habilitierte er sich – ebenfalls in Köln. 1969 wurde er nach Bonn berufen und Ordinarius für Verfassungs-, Sozial- und Wirtschaftsgeschichte am Historischen Seminar der Rheinischen Friedrich-Wilhelms-Universität Bonn. Er lebte in Erftstadt-Lechenich. 2000 wurde er emeritiert.
Pohl war ab 1976 Vorsitzender des Wissenschaftlichen Beirats der Gesellschaft für Unternehmensgeschichte. Er zudem als Vorsitzender der Gesellschaft für Sozial- und Wirtschaftsgeschichte. Er hat zahlreiche Schriften veröffentlicht und war Mitherausgeber der Vierteljahrschrift für Sozial- und Wirtschaftsgeschichte, der Zeitschrift für Unternehmensgeschichte, des Iberoamerikanischen Archivs, des Jahrbuchs für Geschichte von Staat, Wirtschaft und Gesellschaft Lateinamerikas und des Bankhistorischen Archivs. Er war Inhaber mehrerer Aufsichtsrats- und Beiratsmandate, unter anderem wirkte er als Vorsitzender des Wissenschaftlichen Beirats der Daimler AG.
Im Jahr 2006 wurde er für seine Untersuchung des Finanzplatzes Leipzig mit einer Ehrendoktorwürde der Fakultät für Geschichte, Kunst- und Orientwissenschaften der Universität Leipzig geehrt.
Hans Pohl war katholisch, ab 1960 mit Ingrid Pohl, geborene Werner, verheiratet und hatte zwei Kinder (Dieter und Klaus).

## Veröffentlichungen

### Als Verfasser
- Wilfried Feldenkirchens Wirken an der Rheinischen Friedrich-Wilhelms-Universität Bonn. In: Susanne Hilger / Horst A. Wessel (Hrsg.): Unternehmen im Wettbewerb. Gedenkschrift für Wilfried Feldenkirchen (1947–2010), Steiner, Stuttgart 2020 (= Beiträge zur Unternehmensgeschichte, 36), ISBN 978-3-515-12504-8, S. 207–213.
- Deutsche Bankiers des 20. Jahrhunderts, Steiner, Stuttgart 2008, ISBN 978-3-515-08954-8.
- Wirtschaft, Unternehmen, Kreditwesen, soziale Probleme. Ausgewählte Aufsätze, 2 Teile, Steiner, Stuttgart 2004, ISBN 3-515-08583-1.
- Buderus 1932–1995. Band 3 der Unternehmensgeschichte, Buderus, Wetzlar 2001, ISBN 3-00-007455-4.
- Die rheinischen Sparkassen. Entwicklung und Bedeutung für Wirtschaft und Gesellschaft von den Anfängen bis 1990, Steiner, Stuttgart 2001, ISBN 3-515-07846-0.
- Die Wirtschaft Hispanoamerikas in der Kolonialzeit (1500–1800), Steiner, Stuttgart 1996, ISBN 3-515-07010-9.
- Aufbruch der Weltwirtschaft. Geschichte der Weltwirtschaft von der Mitte des 19. Jahrhunderts bis zum Ersten Weltkrieg, Steiner, Stuttgart 1989, ISBN 3-515-05105-8.
- mit Stephanie Habeth und Beate Brüninghaus: Die Daimler-Benz-AG in den Jahren 1933 bis 1945. Eine Dokumentation, Steiner, Stuttgart 1986, ISBN 3-515-04733-6.
- Von der Hülfskasse von 1832 zur Landesbank, Westdeutsche Landesbank, Girozentrale, Düsseldorf / Münster 1982.
- Die Portugiesen in Antwerpen (1567–1648). Zur Geschichte einer Minderheit, Steiner, Wiesbaden 1977, ISBN 3-515-02380-1.
- Studien zur Wirtschaftsgeschichte Lateinamerikas, Steiner, Wiesbaden 1976, ISBN 3-515-02388-7.
- Die Beziehungen Hamburgs zu Spanien und dem spanischen Amerika in der Zeit von 1740 bis 1806. Mit einer Kunstdrucktafel, Steiner, Wiesbaden 1963.

### Als Herausgeber
- The European Discovery of the World and its Economic Effects on Pre-Industrial Society, 1500–1800. Steiner, Stuttgart 1990, ISBN 3-515-05546-0.
- Mitbestimmung. Ursprünge und Entwicklung. 1981.
- Die Entwicklung des Arbeitskampfrechts Deutschlands und in den westlichen Nachbarstaaten. 1980.
- Sozialgeschichtliche Probleme in der Zeit der Hochindustrialisierung. 1979.
- Betriebliche Sozialpolitik deutscher Unternehmen seit dem 19. Jahrhundert. 1978.
- Forschungen zur Lage der Arbeiter im Industrialisierungsprozeß. 1978.
- mit anderen: Das Konzentrat in der deutschen Wirtschaft seit dem 19, Jahrhundert. 1978.